# Дуалізм релігійний
Дуалі́зм релігі́йний — релігійний погляд, згідно з яким існує дві протилежні субстанції — духовної та матеріальної, а також двох світів — видимого й невидимого (природного й надприродного). До надприродного відносять безплотних істот — ангелів, серафимів, херувимів, а також бога тощо. Видимий, природний світ — тварини й люди. Людей теж ділять на дві групи — грішна, смертна плоть й безсмертна душа.
Релігійному дуалізму стадіально передують уявлення, виражені в дуалістичних міфах.
Термін «дуалізм» був введений в 1700 році Томасом Хайдом для опису систем релігійних поглядів, в яких є жорстке протиставлення доброго (Бог) і злого (Сатана) принципів, які декларуються незводимими один до іншого, рівносильними і співвічними. Відповідно до такого підходу, в богослов'ї поняття дуалізму може також бути пов'язане з двобіжжям. Це означає віру в двох однаково могутніх богів з протилежними якостями, які можуть перебувати в гармонії один з одним (бітеїзм) або в протистоянні і вічній боротьбі (дітеїзм).